# Polistes insulae
Polistes insulae är en getingart som beskrevs av Richards 1978. Polistes insulae ingår i släktet pappersgetingar, och familjen getingar. Inga underarter finns listade i Catalogue of Life.